# Масаки
Масаки (яп. 松前町 Масаки-тё:) — посёлок в Японии, находящийся в уезде Иё префектуры Эхимэ. Площадь посёлка составляет 20,32 км², население — 30 053 человека (1 августа 2014), плотность населения — 1478,99 чел./км².

## Географическое положение
Посёлок расположен на острове Сикоку в префектуре Эхимэ региона Сикоку. С ним граничат города Иё, Мацуяма и посёлок Тобе.

## Население
Население посёлка составляет 30 053 человека (1 августа 2014), а плотность — 1478,99 чел./км². Изменение численности населения с 1980 по 2005 годы:
| 1980 | 27 568 чел. |  |
| 1985 | 28 697 чел. |  |
| 1990 | 29 407 чел. |  |
| 1995 | 30 106 чел. |  |
| 2000 | 30 277 чел. |  |
| 2005 | 30 564 чел. |  |

## Символика
Деревом посёлка считается сосна, цветком — подсолнечник однолетний.